# Haitzen (Ottobeuren)
Haitzen ist ein Ortsteil des oberschwäbischen Marktes Ottobeuren im Landkreis Unterallgäu.

## Geografie
Die Einöde Haitzen liegt etwa zwei Kilometer südwestlich von Ottobeuren an der Kreisstraße MN 18 und ist durch diese mit dem Hauptort verbunden.

## Geschichte
Die Einöde ist durch Rodungsarbeiten des Klosters Ottobeuren entstanden. Das Kloster baute den Weiler systematisch aus und vereinödete ihn. Im Jahre 1564 besaß der Weiler 17 Einwohner. Zusammen mit den Weilern und Einöden Böglins, Brüchlins, Bühl, Geislins, Hessen, Leupolz, Reuthen, Schachen, Schellenberg, Schrallen und Wolferts bildete Haitzen eine selbstständige Gemeinde, bis sie am 1. Januar 1972 nach Ottobeuren eingemeindet wurde.